# 夜想曲 (ゲーム)
『夜想曲』（やそうきょく）は、1998年7月16日にビクターインタラクティブソフトウエア（現マーベラスインタラクティブ）から発売されたPlayStation用アドベンチャーゲーム（サウンドノベル）。
本記事内では、続編の『夜想曲2』（やそうきょくツー）、本作と『夜想曲2』の両方を収録した『赤川次郎ミステリー 夜想曲 -本に招かれた殺人-』（あかがわじろうミステリー やそうきょく -ほんにまねかれたさつじん-）についても記述する。

## 概要
原作は赤川次郎の小説『殺人を呼んだ本』。PlayStation the Bestとして廉価版も発売されており、2002年12月5日には新たにPS one Booksとして再廉価版が発売された。タイトルの由来はプロデューサーである金沢十三男の自宅にあった夜想曲のCDで、劇中ではフレデリック・ショパン作曲の「夜想曲第2番 変ホ長調 作品9-2」がオープニングなどのBGMとして使用されている。
2001年6月14日には続編として『夜想曲2』（やそうきょくツー）が同じくPlayStation用ゲームとして発売された。1作目と同じ設定、時間軸上で起きた別の事件を扱った物語となっている。こちらも2002年12月5日にPS one Booksとして廉価版が発売された。
2008年2月28日には『夜想曲』と『夜想曲2』の両方が収録された『赤川次郎ミステリー 夜想曲 -本に招かれた殺人-』（あかがわじろうミステリー やそうきょく -ほんにまねかれたさつじん-）がニンテンドーDS用ソフトとして発売された。
2010年の8月から9月にかけて、PlayStation版の2作品がゲームアーカイブス（PlayStation 3・PlayStation Portable）にて配信開始された。レイティングは全てCERO：C（15才以上対象）。

## ストーリー概要と各種システム
主人公はどこにでもいる平凡な大学4年生（男女選択可能）。大学の講義を怠け続けており、卒業に必要な単位に満たなかったが、担当教授から卒業に必要な単位を取得するための条件としてアルバイトを紹介された。それはひと夏の間、田舎町の山奥にある図書館を擁する洋館で本の管理を行うことだった。こうして人里離れた田舎町・奥音里（おくねざと）の山奥にある私設図書館で住み込みのアルバイトを始めることになった主人公は、そこに所蔵された数多の死にまつわる本に導かれるかの如く、様々な事件に巻き込まれて行くこととなる。
ストーリーは「プロローグ」と一話完結の複数話で構成されており、ベストエンディング、もしくはグッドエンディングに辿り着くことで次の物語に進めるという様式が採用され、これを続編シナリオシステムと呼称している。このシステムは、以後のTEAM CRAZEの手掛けた作品では定番のシステムとなった。また、シナリオはサウンドノベルというジャンルでは定番のマルチエンディング方式が採用され、各シナリオごとに一つのベストエンディング、複数のグッドエンディング、多数のバッドエンディングで構成されている。これらのエンディングを閲覧するための「エンディングリスト」も用意されている。この「エンディングリスト」は本棚を模したものとなっており、プレイヤーが新しいエンディングに到達するごとに1冊ずつ「本」が埋まって行く形となる。各話ごとに棚が分けられ、各エンディング毎にそれぞれ異なった巻数とタイトルが与えられている（例：プロローグ「長い夏」など）。
物語に登場する人物は、主人公とパートナー以外は全て登場人物リストに掲載される。掲載のタイミングとしては、基本的に主人公が物語中に実際に遭遇した瞬間となり、その際、オートセーブ中を表すしおりが画面右下に表示される。なお、この登場人物リストと、先述のエンディングリストの達成率は隠しシナリオ出現のための条件となっており、プレイヤーには全てのエンディングと全ての登場人物の閲覧が求められる。
操作環境は『夜想曲』と『夜想曲2』のそれぞれにおいて細部は異なるものの、概ね同じである。両作品に共通する主なシステムとしては、オートセーブ機能（解除不可）、途中セーブ、各巻冒頭からのリトライ機能、主人公の名称・性別変更、文字スキップ機能、読み戻し機能、本棚（エンディングリスト）、登場人物リスト、などである。なお、「文字スキップ機能」と「読み戻し機能」については各作品ごとに若干の差があり、これらについては各作品ごとのシステムの項に記載する。

## 物語の舞台

### 奥音里（おくねざと）
物語の舞台となる架空の田舎町。リゾート開発が進められている別荘地の穴場とのことであるが、駅周辺は極めてのどかな風景が広がり、近い将来の内にこの風景が変わることは無い。しかし、全くの不便という訳ではなく、本数は少ないものの駅前からは路線バスが運行する他、外食店や究極の品揃えを誇る雑貨屋などの施設も存在し、主人公もしばしば利用している。

### 野々宮図書館
奥音里からバスで30分、さらに未舗装の林道を歩くこと数十分の山奥に存在する私立図書館。概観は洋館風の建物で、ヒビや植物のツタが絡まる等、不気味な雰囲気に包まれることから「幽霊屋敷」と喩えられる。このことから根も葉もない噂が蔓延し、遠方からは好奇心豊かな若者などがきもだめしと称して訪れる以外、地元住民を含めて近づく人間はごく僅かである。しかし、その概観とはうって変わり、内装は豪華な家具が並べられ、中世貴族の屋敷を思わせる。造りもしっかりしており、少々の地震や台風ではびくともしていない。
元々は、大富豪で野々宮財団会長の野々宮清二が、病弱な妹の真沙子のためにこの洋館を買い取り、保養施設として使用していた建物である。真沙子の死後も野々宮が私邸兼自身のオフィスとして住み続けたが、ある日突然図書館も兼ねた建物にするよう改装し、それからも住み続けた末にこの屋敷の一室で息を引き取った。野々宮の死後もその遺言に従う形で財団が図書館として維持・運営を行ってきたが、利用者が存在する訳でもない上、蔵書が全て禁帯出であることから金銭的収入も全く見込めないため、財団の一部からは「閉館すべき」との声も挙がっている。
書庫
野々宮図書館の地下に存在し、膨大な数の書物が収められている部屋。なお、書庫としての役割の他にも図書室の役割も兼ねた部屋である。地下にあるものの、じめじめしている訳ではなく空調も整っており、夏でも快適に過ごすことが出来る。主人公曰く「本の墓場」「本さえなければ、野々宮図書館で最も過ごしやすい」部屋。
収められている本は（主人公曰く）蔵書録を見て全て揃っているか調べるだけで4日かかる程の莫大な量だが、主人公の前の管理人が辞めた後、数年前に起きた地震によって、ほぼ全ての本が地面に散乱した状態で放置されてきた。この書物をもとの本棚に収納し、いつでも取り出せる状態にすることが、本作での主人公の主目的となる。
なお、野々宮図書館に収められている全ての本は、何らかの形で人間の死に関わった書物である。連続殺人鬼の愛読書、一家心中の首吊りの踏み台に使われた本、死の今際に書き留められた本などその経緯は様々であるが、真沙子の死後異常なまでに人の死に興味を抱くようになった野々宮によって収集された結果、図書館ができるほどの量が集められた。書庫に収められた全ての本は蔵書録に記載されてはいるものの、その全てが書庫に収められている訳ではない。また、書庫には似つかわしくないと思われる蓄音機や、細かな装飾の施された鏡なども置かれている。
一階
主に食堂（来客用の大食堂と普段使用される小食堂の二つ）やキッチン、談話室や娯楽室などの来客用スペースの他、生前の野々宮清二が財団運営の仕事を行っていた執務室、野々宮の秘書が使用していた事務室などがある。玄関ホールには調度品などが並ぶ暖炉があり、上には本を持つ女性の肖像画が飾られている他、そばに柱時計が置かれている。なお、談話室にはテレビや電話などが置かれており、主人公も仕事中以外はここで過ごすことが多い。
二階
生前の野々宮清二が使用していた主寝室の他に、主人公が「ピンクの部屋」と名付けた、部屋全体がピンクの色調で整えられた寝室がある。その他、3つの客間や、書斎、居間なども用意されている。
三階（屋根裏）
天井や壁のあちこちが黒く焦げ付いており、物置の他に「開かずの間」と名付けられた部屋が存在する。この開かずの間は鉄製の扉が溶接されている上、その上から鉄板がボルトで固定されているなど徹底して封鎖されており、主人公をはじめとした登場人物たちに少なからず不気味なオーラを振り撒いている。

## 主要登場人物
『夜想曲』・『夜想曲2』の両作品に登場し、各話ごとにも必ず登場する人物。
松永 三記子（まつなが みきこ）デフォルト名・変更可能
主人公を「女性」に設定したときの主人公。某大学の4回生。
女性でありながらも、野々宮図書館で暮らして行けるほど神経が図太い。元気でルックスも良いが異性に対しては鈍感な面もある。
主人公を「男性」に設定した場合はさらに元気なパートナーとして登場する。
なお、原作『殺人を呼んだ本』では彼女が主人公として活躍している。
竹内 好男（たけうち よしお）デフォルト名・変更可能
主人公を「男性」に設定したときの主人公。某大学の4回生。
一見、とぼけて頼りないがいざという時にはやる男。三記子との「友達以上恋人未満」の関係にヤキモキしているが、一線を越えることができないでいる。
主人公を「女性」に設定した場合は優柔不断で怖がりなパートナーとして登場する。
田所 あきら（たどころ あきら）
野々宮財団顧問弁護団・主任弁護士。性別は選択した主人公の異性となるよう変化する。
野々宮図書館の管理を任されており、主人公の雇い主でもある。主人公とパートナーの通う大学のずっと先輩にあたり、大学時代は小田教授の下で学んでいた。性格は冷静沈着で、物事を論理的に捉えて的確に行動・発言し、常に野々宮財団の弁護士であるというスタンスを崩すことはない。しかし一方で、パートナーと共に主人公を冷やかしたり、主人公の規則違反を温情から黙認するなど、決して冷血というわけではない。また、酒に酔って泣き上戸になるなど意外な一面も存在する。
原作では男性。
鬼村（おにむら）
奥音里の派出所に勤務する警察官。性別は男性に固定され、変化はなし。物語中の呼称は「鬼村巡査」。
身長2mに達する巨漢で、多くを語らず背中で語る強面のタフガイ。だが、麓の交番から山奥の野々宮図書館までわざわざ見回りに来てくれるなど、真面目で親切なお巡りさんでもある。物語中では犯人との格闘を見せるなど、的確な逮捕術を会得している。主人公とは、彼（彼女）が初めて野々宮図書館に来た日の夜に見回りに来た際に初めて面識を持ち、以来、なにかと主人公の助けをしてくれる心強い存在である。弱点は妹系のかわいい女の子であり、そばにいるだけで顔が赤面し、言動に冷静さを欠く。
実は本庁に在籍していた過去を持っており、『夜想曲2』第1話の主題となる一家心中事件に捜査陣の一員として携わったこともあった。しかし、本庁在籍時にある不祥事を起こしたことで志願して奥音里の派出所勤務となり、現在でもその不祥事を起こしたことを悔やんでいる。

## 夜想曲

### プロローグ
田園地帯を走る電車の中で目を覚ました主人公（あなた）は、この電車に乗っている経緯を思い返してため息をついた。
法学の小田教授の研究室へと呼び出された大学4回生の主人公は、そこで小田教授に無情にも「出席日数が不足しており、このままでは単位をあげることはできない」と通告される。そこを何とかと懇願する主人公に、小田教授は一枚の書類を差し出す。そこには別荘地にある図書館において、住み込みで管理人のアルバイトをしてくれる人間を募集していると書かれてあった。単位のためにも、主人公はこれを受け入れるしかなかった。
こうして大学生活最後の夏休み、主人公は電車でバイト先である「野々宮図書館」がある奥音里へと向かうことになった。前の席には「専用テニスコート使い放題」の文面に引かれてついてきた「友達以上恋人未満」な関係にある同級生が眠っている。
奥音里に付いた2人は目的地へと向かうため、駅前に停まっている路線バスへと乗りこむ。どんどん山奥へと進むバスに不安を覚える2人。そして、辺りに何も無い最寄りの停留所でバスを降り、不気味な林道を進んだ2人の目の前に古びた洋館が姿を現す。それこそが、主人公の夏のアルバイト先である「野々宮図書館」だった。

### 各話と登場人物

#### 第一話
あらすじ
主人公が愚痴をこぼしながらも、いつものように書庫の整理に励んでいたある日の事。野々宮図書館に一人の女性が訪ねてきた。彼女は「自分の息子が来ていないか?」と尋ねるが、それらしき子どもは見かけていない。その旨を伝え、同時にここが図書館であることを話した途端、女性はいよいよ確信したらしく「息子を……薫をよろしくおねがいします」と言い残した後、主人公が目を離した一瞬の隙に消えてしまうのだった。
馴染みの喫茶店にパートナーを呼び出した主人公は、事のあらましを伝えると、書庫から持ってきた1冊の本を取り出した。そこには女性が口にした「薫」の文字が。
主人公たちは気味悪がりながらも、本に書かれていた「木谷 薫」について調べることにした。

主な登場人物
成瀬 智恵子（なるせ ちえこ）
問題となった本の寄贈者。元看護師で、現在は夫と共にクリーニング店を営んでいる。病院に勤めていた頃に木谷薫の母親のことを見知っており、臨終の場にも同席した。身寄りがなかった母親が大事にしていた本も受け継いだが、野々宮財団の度重なる依頼に根負けする形で応じて本を寄贈した。
早乙女 鏡子（さおとめ きょうこ）
児童養護施設の園長。思慮深く、温和な人物。俊夫が失踪したことを今でも気にかけている。
三田村 薫（みたむら かおる）
旧姓・木谷。父親の姓を継いだかつての少年、薫その人。現在は30代で妻の文江と共に暮らす。裕福な生活をしているようで、妻との仲も良好。実は不倫関係の末に生まれた子どもであり、母親が病気になったことから早乙女が園長を務める施設に預けられた後、実の父に引き取られた。主人公たちの訪問を受けるが、問題となった本を見せられた途端に不審な態度を取った末、主人公たちを拒絶する。
望月 俊夫（もちづき としお）
早乙女が園長を務める施設にいた少年。薫と同い年。早乙女によると年齢に見合わずずる賢く、損得で物事を考える節があったたという。薫とは友達同士だったようだが、父に引き取られる薫に嫉妬していた。薫が父に引き取られた大雨の日に失踪し、以降現在に至るまで行方不明となっている。

#### 第二話
あらすじ
珍しく上機嫌で書庫の整理を行う主人公。実はパートナーが主人公をねぎらい、気晴らしにデートに誘ってくれたのだ。パートナーとのデートもさることながら、久々に普通の大学生と同様の夏休みを過ごせることに至上の喜びを感じていた。
嬉々として出かける主人公だったが、最初の事件は意外な形で訪れる。パートナーとの待ち合わせ場所である書店にて、パートナーがあろうことか万引きの疑いをかけられたのだ。なんとかその場は切り抜けたものの、とてもデートを続ける雰囲気ではなく、仕方なく馴染みの喫茶店へと向かうこととなった。やがて落ち着きを取り戻し、会話の弾みだした2人はデートのやり直しを期待するものの、店に入ってきた騒がしい一団によって再び腰を折られてしまう。いったいどんな客かと目を向けた主人公は驚愕する。
そこには世間を風靡するトップアイドルの直木さをりと、さをりが所属する芸能プロダクションの面々が座っていた。どうやら次に出演する予定のドラマか何かの原作が見つからないと、社長らしき男が声を荒らげているようだった。自然と耳を向けてしまう主人公。やがて原作のタイトルが飛び出した。「太陽の少女たち」と。
主人公は、蔵書録に載っておらず、自室に持ち込んでまで調べ倒したその本を思い浮かべながら、彼らの座るテーブルへと歩き出した。

主な登場人物
直木 さをり（なおき さおり）
人気絶頂のトップアイドル。美しい容姿を持ち、気さくで人に好かれる魅力がある。しかし、事件発生と同時に行方不明となってしまう。
桂木（かつらぎ）
さをりの所属する芸能プロダクション「桂木プロ」の社長。男色家らしいという噂が流れている。
小池 浩三（こいけ こうぞう）
さをりのチーフマネージャー。神経質そうな男で、薬を常に持ち歩いている。
佐川 勇一（さがわ ゆういち）
さをりのサブマネージャー。美形の男性で、さをりともマネージャーとアイドル以外の関係があるようだ。
村枝（むらえだ）
捜査課の警部。呼称は村枝警部。「夜想曲2」ではこの事件の縁で、主人公を助ける。
諸橋（もろはし）
捜査課の刑事。村枝の部下。

#### 第三話
あらすじ
野々宮図書館での仕事も板に付き、書庫の整理も先が見えてきた今日この頃。その日はパートナーと田所の二人が顔を出しており、主人公の仕事を手伝うでもなく、二人して主人公を冷やかしながらランチの相談などをしていた。そんな矢先、野々宮図書館に一人の少女が訪れた。彼女は沢田知江と名乗り、一冊の本を寄贈したいと告げる。
知江は母親と共に小さな本屋を営んでいたのだが、ある日大富豪の畑山知治から本を届けてほしいと注文が入った。注文通り本を届けに行くと、既に死期が迫った知治の部屋まで通され、本を読んで聴かせたり、少し話をしたりということを知治とした上、知治の臨終の場にまで立ち会ったという。更に、知治は遺言でその本を知江に残したというのだ。知江は訳が分からず気味が悪くなった末、この野々宮図書館へ駆け込んだのだと述べた。主人公は、事務的な手続きを理由に受け取りを渋る田所を半ば強引に納得させ、一旦、本を預かってもらえることとなった。
しかし、知江をバス停まで送るその道中、事件は起こる。突如として現れた覆面姿の3人組の手によって、知江は誘拐され、主人公も気絶させられてしまったのだ。知江の誘拐に責任を感じた主人公は、自分の手で知江を救出する決意を胸に、まずは知江が本を届けた「畑山家」へと向かうのだった。

主な登場人物
沢田 知江（さわだ ともえ）
小さな本屋の娘。大富豪・畑山知治の臨終の場に居合わせ、ある本を譲り受けた。それを手に、野々宮図書館を訪れる。しかしその帰り道何者かに誘拐されてしまう。
畑山 知治（はたけやま ともはる)
日本でも有数の大富豪。なぜか死の間際に知江を呼び、自分が過去に買った本を知江に譲る。
畑山 正治（はたけやま まさはる）
畑山家の長男。妹や弟とは仲が悪く、主人公に対しても敵対的。
西谷 桂子（にしたに けいこ）
畑山家の長女。結婚しているのか、兄や弟とは名字が違う。見るからにきつそうな性格で、父が遺した遺産が少しでも減ることを嫌う。
畑山 範夫（はたけやま のりお）
畑山家の末弟。兄と姉とはやや年が離れている。図々しい性格だが、誘拐事件の犯人を知っているとして主人公に対し協力を申し出る。
草薙（くさなぎ）
特捜班の刑事。今回の誘拐事件を担当。そのエリート意識ゆえか、事件に必要以上に首を突っ込む主人公を良く思っていない。

### システム
『夜想曲』において特徴的なシステムを紹介する。『夜想曲2』と共通するシステムについてはストーリー概要と各種システムの項を参照。
スクリーンセーバー機能
画面を放置しておくと設定してあったスクリーンセーバーが起動する。
文字スキップ機能と読み戻し機能（両作品共通）
コントローラーに配置されたスキップボタンを押すことで文章の読み飛ばしが出来る。高速スキップも可能であり、速度はページを目で追うのが困難なほど速い。読み戻しは物語冒頭までさかのぼることが可能。

## 夜想曲2

### プロローグ
「野々宮図書館」で住み込みのアルバイトを始めて数日が経った。たまに、田所やパートナーが（冷やかし半分に）顔を見に来てくれるものの、基本的にはこの不気味な洋館に自分一人。最初の内は怖くて仕方が無かった。逃げ出そうと考えたことも一度や二度じゃない。だが、何かがここに踏み止まらせている。単位なんかじゃなく、もっと別の「何か」が。
玄関に飾られている肖像画に描かれた女性。ある日、田所さんに夢に現れるこの女性について聞いてみたところ、既にこの世にはいないらしい。だが、夜ごと夢に現れ「ニゲロ」と伝えて（脅かして）くるこの女性の存在を、自分は確かに感じている。
開かずの間。もし、それが開くことがあったなら。
そう思ったとき、心の中に巣くう恐怖が溶け出し、代わりに「何か」を予感するようになっていた。 長い夏は、まだ始まったばかりだった。

### 各話と登場人物

#### 第一話
あらすじ
ある日、図書館へ一人の少年が訪れた。彼は高校2年生の高田純男と名乗り、高校の課題で実在した身近な事件を調べることになったため、幼い頃に近所で起こった古川家の一家心中事件について調べていると主人公に告げた。古川家は夫婦と子ども2人の一家4人で構成されており、ある日全員首を吊って死んでいるのが発見された。しかし、父親には仕事上のトラブルもなく、家族の仲も良好そのものであり、子ども達にも人間関係の悩みもなかったため、何故一家心中にまで至ったのかという動機が謎に包まれていた。
そして、その際に首吊りの踏み台として使われた本がこの野々宮図書館に寄贈されていることを知り、こうしてやってきたのだということも告げる。初めは乗り気でなかった主人公も、その本がまさに手にとって片付けている最中の本だったことと、何より純男の熱意に打たれ、出来る限りの協力を約束する。とはいえ、問題の本は見たところただの百科事典であり、特別関わりがあるとは思えなかった。だが、その本の裏表紙には「友紀」とのサインが記されてあった。二人はお互いに調査を進めることを約束し、その日は握手を交わして別れた。
純男の手は、驚くほど冷たかった。

主な登場人物
高田 純男（たかだ すみお）
都立赤川高校に通う高校2年生。野々宮図書館を訪れ、古川家の一家心中事件を追う。
平山 彰子（ひらやま あきこ）
一家心中事件で死んだ古川加津子の腹違いの妹（加津子・青梅陽子の母親が亡くなった後、父親が再婚して生まれたのが彰子に当たる）。百科事典の寄贈者。仕事は一級建築士でかなりのやり手でもあり、現在は自身が設計を手掛けた都心の超高層ビルの建設現場で勤務している。娘との仲はすれ違っている様子。
青梅 陽子（おうめ ようこ）
加津子の妹で、彰子の姉。一家心中した古川家の第一発見者だが、姉とも妹とも折り合いが悪い。
持田 和彦（もちだ かずひこ）
平山彰子の部下。若い男性だが、彰子を慕っている。
平山 友紀（ひらやま ゆき）
彰子の娘。美久田大学に通う大学生。派手な印象があるがどこか影がある女性で、母との仲はあまり良くない。今回の物語の鍵を握る人物。

#### 第二話
あらすじ
戦後創業の企業でありながら、朝鮮戦争による特需と高度経済成長の波に乗って一大企業へと成長した白川産業。ある日、その白川産業の創業当時から尽力してきた専務・来栖正義が会社の屋上から飛び降り自殺を遂げた。
一方そのころ、主人公は相変わらず書庫の整理に尽力している最中であった。そんな主人公の元へ、一人の老女が幼い少女を連れて訪ねてきた。差し出された名刺には「株式会社 白川産業 代表取締役社長」とあった。その老女―白川産業社長の白川照子は『復活の書』と書かれたラテン語の書物を預かってほしいと懇願してきた。その本は照子が以前会社で使用していた部屋から出てきたものだが、見覚えの無い本であった上に、その本を見つけて以来、毎晩のように亡き夫が夢枕に立つようになったと。加えて、その本を見つけた本人である来栖が謎の自殺を遂げてしまい、気味が悪くなった照子は、ここ野々宮図書館へとやって来たと述べた。しかし、管財人の田所は不在。自分には権限が無いと受け取りを拒否したものの、照子の鬼気迫る懇願に負ける形で、一時的に預かることを承諾してしまうのだった。
それから5日後、寝苦しさに目を覚ました主人公は一階に人の気配を感じ、見回りに向かった。そして、物音がしたと思われる執務室へ入ろうとした瞬間、後頭部に強烈な一撃を喰らい意識を失ってしまうのだった。薄れゆく意識の中、主人公の目に映ったのは仮面をつけた男の姿だった。
やがて目を覚ました主人公は『復活の書』が消えていることに気づく。それは、白川産業を巡る事件の始まりに過ぎなかった。

主な登場人物
白川 照子（しらかわ てるこ）
白川産業の代表取締役社長。元々は専務であり、創業社長だった夫の死に伴い後任の社長に就任した。度重なるトラブルに、ほとほと困り果てている。
神城 翔子（かみしろ しょうこ）
亜砂と一仁の娘で、照子の孫。花が好きな小学六年生。父と母がトラブルを起こしているため、照子のもとで暮らしている。やや人見知りのところがある。子供のような振る舞いを続ける母の姿を冷静に見つめている。
神城 亜砂（かみしろ あすな）
照子の一人娘。現在、野田と不倫中。図書館の肖像画に描かれた女性と似ている。
神城 一仁（かみしろ かずひと）
翔子の父親。妻の裏切りと翔子を取り上げられたことで、少々ヒステリー気味。饒舌であり、しゃべると止まらない。
安藤 益男（あんどう ますお）
白川産業の社長秘書。以前は大手園芸店の経理をしていたため、花に詳しい。おどおどした性格で、昔気質の人間が多い白川産業では苦労しているらしい。
佐々木 浩二（ささき こうじ）
白川産業の副社長。白川産業の創業当時から先代社長に仕えており、先代社長の死後は自分が社長になると考えていたという。そのため、照子の社長就任を快く思っていない節がある。
来栖 正義（くるす まさよし）
白川産業の専務。骨董品収集家として有名で、72歳の高齢にもかかわらず豪傑な人物。戦争で片腕を失って復員してきた際に先代社長に出会って以降、白川産業の創業当時から仕えてきた人物であるが、ある日飛び降り自殺を遂げる。
白川産業の財務担当役員であり、警察は使途不明金の発覚を恐れて自殺したと見ているが、照子は自殺などするような人物ではないと考えている。死体発見時には顔に「笑いの面」と呼ばれる仮面を付けていたが、それと対を成す「泣きの面」は部屋から紛失していた。
野田（のだ）
亜砂の不倫相手。行動に不審な点が多い。
村枝（むらえだ）
捜査課の警部。主人公とは過去の事件で面識がある。
仮面の男（かめんのおとこ）
正体不明の謎の男。「泣きの面」を顔に付けた隻腕らしき男。身体的特徴が当てはまる来栖は確かに死亡したはずだが...。

#### 第三話
あらすじ
書庫の本はほぼ片付け終え、図書館での生活も終わりに近づいていたある日。
パートナーや田所が訪ねて手伝った日の翌朝、まだ2人が起きてこない中でゆったりとした朝のひとときを過ごす主人公の元に、間をおかずに3本の電話が鳴り響く。電話の内容は全て、15年前に発生した強盗殺人事件の被害者で、医学の権威として知られた山上教授が著した『神経解剖学大全』という本を返してほしいという旨のものだった。その本は確かに図書館に寄贈されていたものだが、蔵書禄を調べてみても、寄贈者は匿名女性とされており、誰が本当の持ち主なのか主人公はおろか田所まで頭を抱えていた。
ともあれ、3名ともが明日の同じ時間に図書館に集まることになっている。持ち主に関しては彼・彼女らに話し合ってもらえばいい。自分は本を用意するだけ、本の名前も蔵書録に記載されており、書庫の整理はほとんど終わりかけている。簡単に見つけられるはずだった。

主な登場人物
大田 綾乃（おおた あやの）
最初に電話をかけてきた女性。15年前は山上教授の家で家政婦をしており、事件発生時には買い物に出ていたため難を逃れた。
事件後に山上教授の自宅に戻った際、自宅は放火されて焼失していたが、焼け跡から本を見つける。しかし、見つけた本をどうしたらいいか分からず、また気味も悪かったので自ら野々宮図書館を訪れ、「匿名女性」として預けたという。癌を患って余命いくばくもない状況であり、娘への形見として本の返却を要求するが、癌を患っていることについては娘に秘密にしている。
大田 遥（おおた はるか）
綾乃の娘。病床の母に代わり、本を受け取りに来た。本への執着は一番薄い。
米川 達郎（よねかわ たつろう）
二番目に電話をかけてきた男性。大手製薬会社「天和製薬」の専務。
山上教授は天和製薬と親交が深く、本は研究資料として譲り受ける手筈になっていたとして本の返却を要求する。せっかちな性格で、本への執着も強い。
東 圭一（ひがし けいいち）
天和製薬社長。高齢だが歳の割に長身で、横柄な態度の持ち主。薬害訴訟等でテレビにも出演しているが、その態度のために全国区では悪役的存在として扱われている。
山上教授とは先の戦争で一緒に満州に行った戦友で、医学の天才だった彼に莫大な研究費を寄付するのと引き換えに、定期的に研究レポートを受け取っていた。そのレポートの集大成が一冊の本に書かれているとして本の返却を要求し、米川を差し向けるが、後に自ら野々宮図書館に出向いてくる。
三条 美鈴（さんじょう みすず）
最後に電話をかけてきた女性。大学の助教授。
15年前の当時は山上教授の助手を務めており、本のタイトルも彼女だけが記憶していた。山上教授の事件が時効を迎えることから、その真相を突き止めるためとして本の返却を要求する。米川とは面識があるが犬猿の仲で、本への執着はやはり強い。
島岡 正幸（しまおか まさゆき）
東の運転手。いつも東に怒鳴られている。
千田（せんだ）
警視庁の警部。本庁でもエリート中のエリートであり、キャリア組の中でも将来の幹部候補として期待されている人物。山上教授殺人事件を15年間追い続けており、時効目前の同事件の解決に執着している。問題となった本の捜索のため、「開かずの間」の開放を要求する。

### システム
『夜想曲2』において特徴的なシステムを紹介する。
『夜想曲』と共通するシステムについてはストーリー概要と各種システムの項を参照。
ミステリーチップ機能
怪しいと思った場所でミステリーボタンを押すと物語が変化することがある。ミステリーボタンは各話ごとに使える回数が限られている。
スペシャルエンディング
上記のミステリーチップ機能を使うことで、特別に用意されたスペシャルなエンディングに到達することができる。その際、通常の本棚に追加されるのではなく、指輪のオブジェが追加される。
文字スキップと読み戻し（両作品共通）
コントローラーに配置されたスキップボタンを押すことで文章の読み飛ばしが出来る。高速スキップも可能であるが、速度はページを目で追うのがある程度可能。読み戻しは一定の範囲までであり、物語後半から冒頭までさかのぼることは不可能。

## 隠し要素
『夜想曲』・『夜想曲2』共に、一定の条件を満たすことで隠しシナリオが出現する。主に、物語の最終話や作品の終了を告げる「あとがき」などが存在する。

### 共通の隠しシナリオ
あとがき
製作プロデューサーの金沢十三男からのメッセージを読むことが出来る。事実上、この「あとがき」によってゲームの終了が表されている。
質問編
製作者側が、物語中の様々な疑問を解説してくれる。なお、巻末には暗号が表示されており、見事解き明かしたユーザーに対して、抽選で景品が贈られた。
パンダ編
一定の条件を満たした場合にのみプレイ可能となる、本編と全く関係ないデバッグデータ。
支離滅裂な物語展開と、子どもの落書きにも劣るグラフィックで構成されており、製作者の遊び心によって追加されたものである。

### 夜想曲の隠しシナリオ
完結編
その日は、強い雨の降りしきる夜だった。
主人公はパートナーと共に、書庫の整理に最後の追い込みをかけていた。外は晩夏の嵐が荒れ狂い、パートナーも帰宅が困難な状況にあった。嵐の影響か、電話線も繋がらず、主人公たちはこの野々宮図書館に孤立する形となっていた。黙々と作業を続ける2人は、やがて1枚のレコードを発見する。「ノクターン」。レコードのタイトルにはそうあった。
2人は興味本位から、レコードをかけてみることにした。だが、レコードは正常な動作をせず、やがて書庫の奥で地下への隠し扉が開いた。興味心に任せるまま地下へと降りて行った主人公は、そこで白骨化した数多の死体を見つけるのだった。
逃げるようにして地上へと戻った2人は、偶然にもやって来たばかりの田所と遭遇する。田所は「とにかく警察」と、麓の交番まで一人で向かうと告げ、嵐の中へと姿を消した。重い空気の中、白骨死体について思いを巡らせる2人を突然の停電が襲う。勇気を振り絞り、ブレーカーの元へと向かった主人公は、そこで破壊されたばかりのブレーカーを発見する。その直後、後頭部に衝撃が走り地面へと倒された。
雷光の中に浮かぶシルエットには、どことなく見覚えがある気がした。
外伝
主人公が野々宮図書館を訪れる48年前、一人の男が、奥音里へと降り立った。
男の名は天方。かつての親友、野々宮清二に呼び出されたのだ。清二は野々宮財団の会長を務め、政財界にも大きな権力を持つ男だった。だが、妹・真沙子への異常なまでの愛情を持つ清二は、真沙子と恋に落ちた天方に激怒し、戦争の最前線へと送り込んだのだった。奇跡的にも生還した天方は、真沙子のことを忘れようと努めた。だが、そんな天方のもとへ一通の手紙が届く。「真沙子に会ってやってくれ。」手紙に記された野々宮の言葉とは思えないその一文が、天方を心を揺さぶった。もう一度、会いたい。バス停へと向かう天方の手には、真沙子との思い出の本が握られていた。
この外伝では、本編で明らかにならなかった、野々宮図書館の全ての謎が解き明かされている。

### 夜想曲2の隠しシナリオ
解決編
「……やっぱりあった。」
三階の「開かずの間」を整理する主人公は、蔵書禄に記載されていながらも、遂に発見することのできなかった本たちに巡り会っていた。ふと、この「開かずの間」を見渡した。あちこちにススが溜まり、家具も壁も黒く焦げている。昔、火事でもあったのだろうか。壁へと目を凝らす、どこかで見覚えのあるシミを発見した。それが書庫の鏡の跡だと確信した主人公は、鏡を取りに書庫へと駆け降りて行った。だが、鏡を取り外そうと力を込めた際、誤って鏡を落としてしまう。
以来、主人公を不可思議な現象が襲うようになる。現実と幻覚の区別もままならない中、主人公は一冊の日記を読み進めて行く。
それは、かつてこの野々宮図書館で療養していた少女、野々宮真沙子の日記だった。

エピローグ
主人公とパートナーが野々宮図書館をあとにして17年後。一人の少女が野々宮図書館へとやってきた。
主な登場人物
夏美（なつみ）
夏休みの期間だけ野々宮図書館で働くため、図書館を訪れた高校2年生の少女。その正体は主人公とパートナーとの間に生まれた娘。

## ロケ場所
- 奥音里駅：千葉県市原市の小湊鉄道線・上総鶴舞駅
- 奥音里から図書館近くのバス停までを走るバス : メインプログラム担当である川野広行の故郷である鹿児島[5]

洋館の内装 : 北海道のグリュック王国
洋館の外観および大まかな間取り：東京都北区の旧古川庭園洋館が使用されている。